# Grotthuvudspindel
Grotthuvudspindel (Walckenaeria incisa) är en spindelart som först beskrevs av O. Pickard-Cambridge 1871.  Grotthuvudspindel ingår i släktet Walckenaeria och familjen täckvävarspindlar. Arten är reproducerande i Sverige. Inga underarter finns listade i Catalogue of Life.